# GeoNames
GeoNames ist eine freie, geographische Datenbank, lizenziert unter Creative Commons 'Namensnennung'. Die Daten sind als Download und über zahlreiche Webservices verfügbar.

## Datenbank und Webdienste
Die GeoNames-Datenbank enthält über 10 Millionen geographische Namen, die über 9 Millionen topografischen Objekten entsprechen und in jeweils eine von neun Klassen und einen von über 645 Codes kategorisiert sind. Neben Ortsnamen in verschiedenen Sprachen sind auch Längen- und Breitengrad, Höhe über Meer, Einwohnerzahl, administrative Unterteilung und Postleitzahlen in der Datenbank enthalten. Alle Koordinaten verwenden WGS84 (World Geodetic System 1984), wie es auch in GPS zur Anwendung kommt.

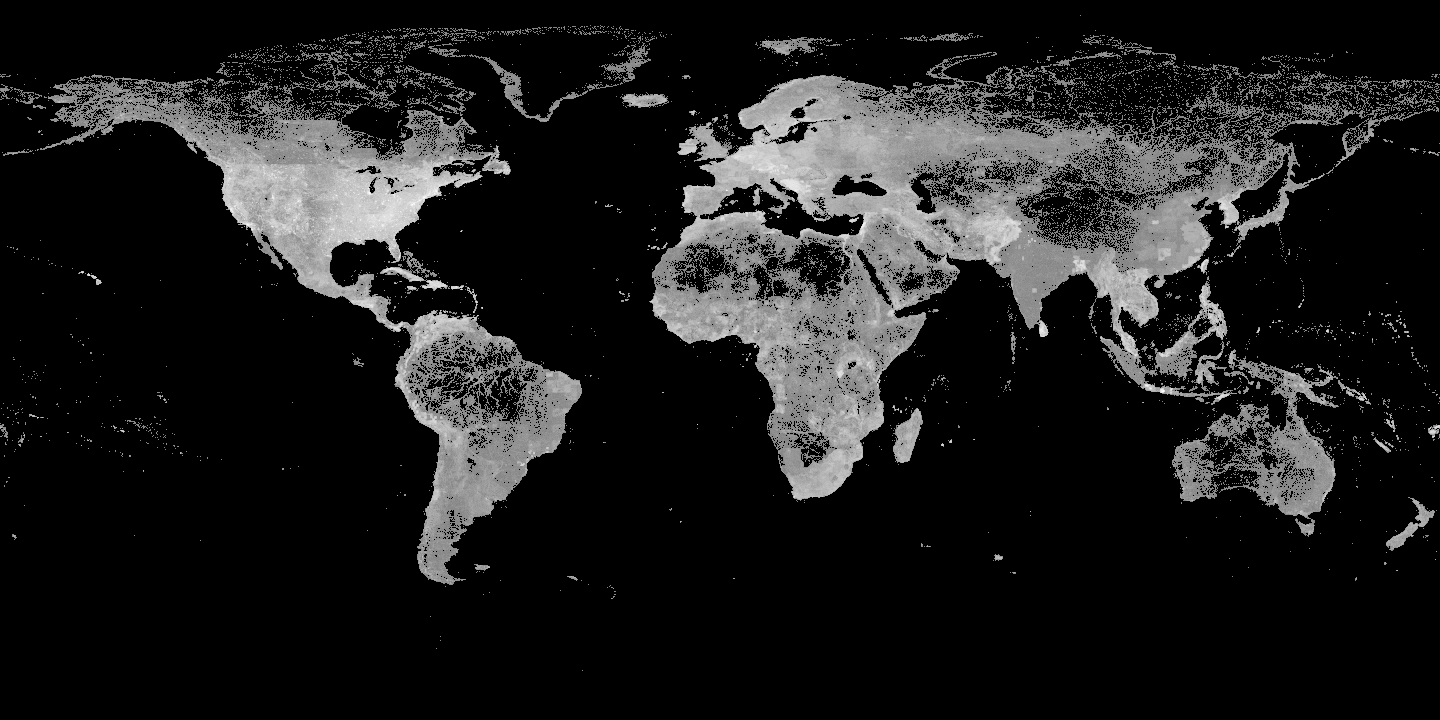
Weltweite Verteilung von 6,1 Millionen Einträgen auf www.geonames.org (Stand: Ende 2006[2])
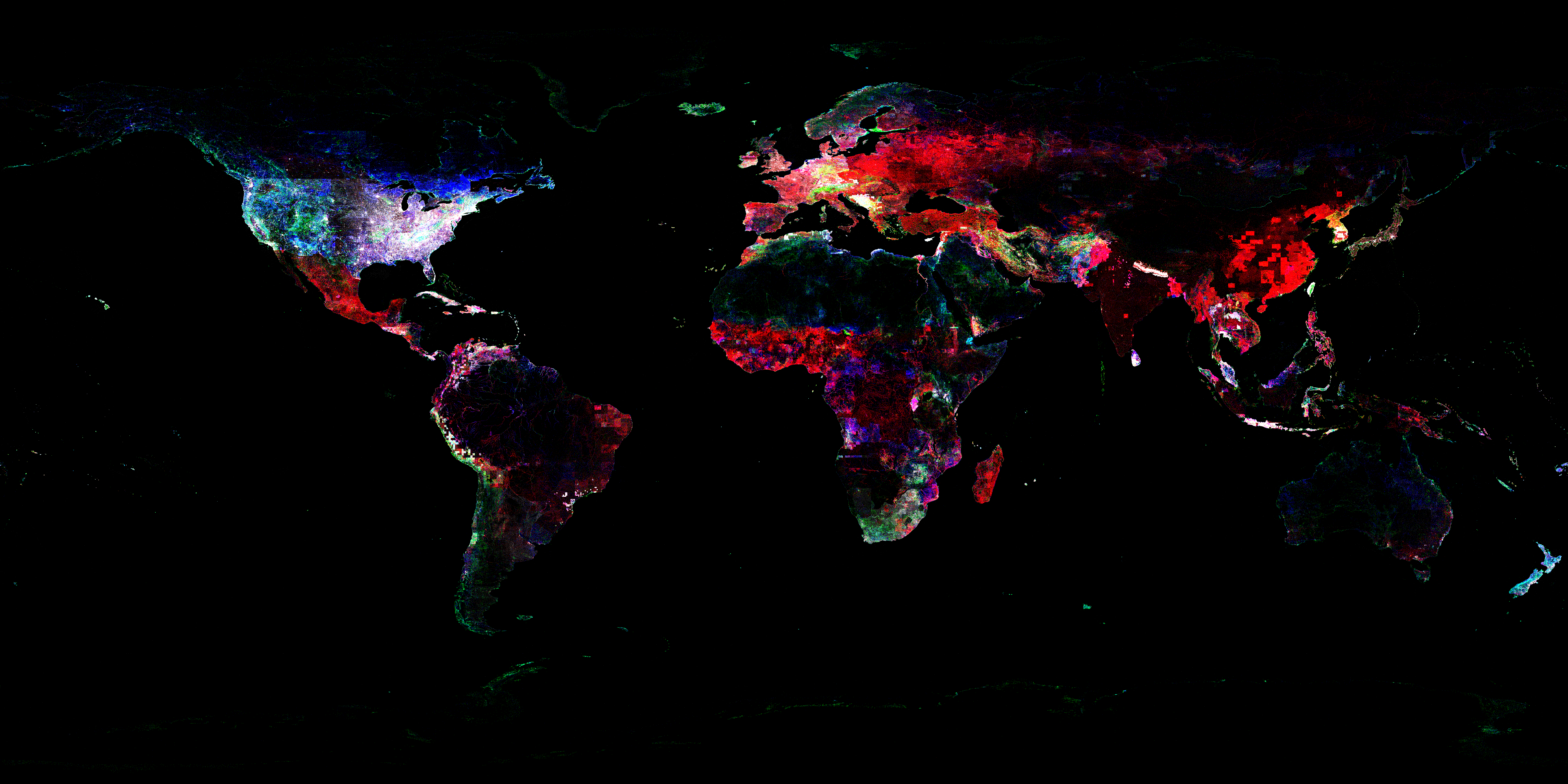
Weltkarte mit Geonames Einträgen: Blau sind Flüsse und Seen (Hydrological, “H” code), rot sind Städte und Siedlungen (populated, “P” code), grün sind Berge und Täler (topological, “T” code), grau sind andere Landmarken (Stand: 2011)
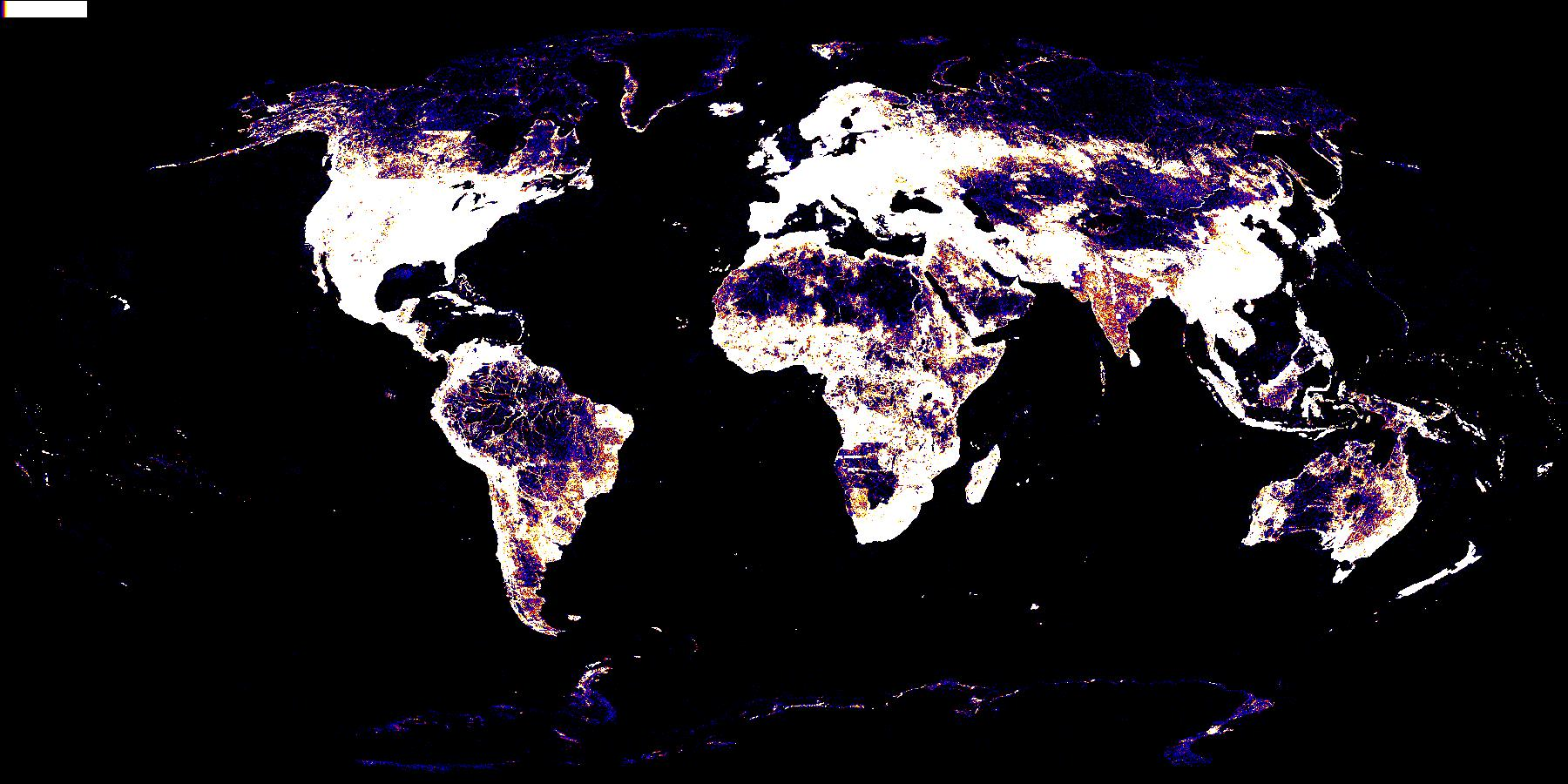
Weltweite Verteilung von 10 Millionen Einträgen auf www.geonames.org (Stand: Mitte 2015)

Die Daten sind frei zugänglich über einen täglichen Datenbankexport und verschiedene Webdienste. Die Webdienste umfassen direktes und reverse Geocoding, Ortssuche über Postleitzahlen oder die Suche von Wikipediaartikeln zu gegebenen Koordinaten.

## Wiki-Dateneingabe
GeoNames aggregiert Daten aus unterschiedlichsten freien und öffentlichen Datenquellen. Die Qualität dieser Datenquellen kann stark variieren, und GeoNames bietet deshalb die Möglichkeit, Daten manuell zu bearbeiten und zu verbessern. Es können Orte und Übersetzungen in allen Sprachen korrigiert oder hinzugefügt werden, es können Koordinaten verschoben und die Klassifizierung berichtigt werden.

## Semantisches Web
Alle GeoNames-Objekte werden im Semantischen Web mit einem festen URI als Web-Ressource eindeutig identifiziert. Beim Aufruf dieser URI wird, bestimmt durch Content Negotiation, entweder auf eine HTML-Wikiseite weitergeleitet oder es wird auf die RDF-Beschreibung verwiesen. Das RDF-Dokument verwendet Elemente der GeoNames-Ontologie, welche die GeoNames-Objekt-Eigenschaften mittels der Web-Ontology-Sprache beschreibt. Die Klassifizierung in Klassen und Codes erfolgt mit der SKOS-Sprache. GeoNames-Objekte sind verlinkt zu DBpedia und anderen RDF-Linked-Data-Projekten.

### Client-Implementierungen
- Java
- Drupal
- Perl
- Lisp
- Ruby
- Python
- R